# Берат
Бера́т (алб. Berati) — город на юге Албании. Административный центр области Берат и округа Берат.
Население 36 496 чел., в агломерации Берат-Кучова — 74 605 чел. (перепись, 2011).
Расположен на реке Осуми, у подножия горного хребта Томори, в 70 км к югу от столицы Албании Тираны.
В 2008 году исторический центр города был включён в список Всемирного наследия ЮНЕСКО как образец хорошо сохранившейся городской застройки времён Османской империи.

## История
Городское поселение на территории современного Берата существует с IV века до н. э. С начала III века до н. э. был известен как Антипатрея (греч. Αντιπατρια). Название было дано македонским царём Кассандром в честь своего отца Антипатра. Во II веке до н. э. город был завоёван римлянами. Однако отождествление Берата с Антипатреей считается ошибочным. Согласно древним источникам это был город Дассаретии и располагался в области Малики.
В византийский период город был известен как Пульхериополис (греч. Πουλχεριοπολις).
В IX веке болгарский царь Симеон I захватил город и присвоил ему имя Белиград (букв. Белый город), от которого произошло современное название города. 
Находился в составе Болгарского царства до XI века, позднее входил в Эпирский деспотат. В XIII веке снова был в составе Византийской империи. В 1345 году вошёл в состав Сербского королевства эпохи Стефана Душана.
В XV веке Берат был столицей княжества Музаки, в 1432—1444 годах являлся столицей княжества Арианити.
Был завоеван османами в 1431 году. В 1450 году включён в состав Османской империи и находился в её составе до 1912 года.
О времени основания Белиградской митрополии точных свидетельств не сохранилось. Упоминаются 20 имен архиереев Белиградской митрополии в юрисдикции Охридской архиепископии, из которых наиболее известными являются Игнатий (1691—1693), впоследствии архиепископ Охридский, и Иоасаф I (1752—1760 и 1765—1801). При Иоасафе Белиградская митрополия ввиду упразднения Охридской архиепископии перешла в юрисдикцию Константинопольского патриархата. Берат был местом мученической смерти в 1779 году греческого проповедника-просветителя Космы Этолийского (греч. Κωσμας о Αιτωλος).

## Достопримечательности
- Музей этнографии.
- Кафедральный собор Дмитрия Солунского.
- Национальный музей икон Онуфрия.
- Галерея «Эдвард Лир».
- Крепость Берат (XIII век).
- Церковь Святой Марии Влахернской (XIII век, фрески 1578 года Николая из Неокастра).
- Церковь Святого Михаила (XVI век).
- Церковь Святой Троицы (XIV век).
- Церковь Евангелистов (XVI век).
- Собор Святой Богоматери (1787 год, резной деревянный иконостас XIX века).
- Молельня секты хельветов (1782 год).
- Свинцовая мечеть (1555 год).
- Королевская мечеть (1512 год).
- Мост «Горица» на реке Осуми (1780 год).

## Галерея
- Берат, Албания
- Вход в цитадель с византийской церковью Святой Троицы XIII века
- Город Берат в 1813 году. Иллюстрация Чарльза Кокерэля
- Вид на цитадель Берата
- Берат из крепости
- Этнографический музей
- Музей Онуфрия
- Церковь Святого Михаила в Берате
- Собор Святой Троицы
- В крепости Берат
- Римский император Константин I Магнус со своей матерью Константинопольской Еленой, которая нашла реликвию святого креста в Иерусалиме. Икона, написанная Николой, сыном Онуфрия, в церкви Святой Марии Влахерны, Берат (Албания), вторая половина XVI века
- Вид на Берат
- Византийская церковь
- Берат, вид с реки Осум
- Вид из крепости